# (2655) Guangxi
(2655) Guangxi est un astéroïde de la ceinture principale.

## Description
(2655) Guangxi est un astéroïde de la ceinture principale. Il fut découvert le 14 décembre 1974 à Nanking par l'observatoire de la Montagne Pourpre. Il présente une orbite caractérisée par un demi-grand axe de 3,19 UA, une excentricité de 0,16 et une inclinaison de 17,2° par rapport à l'écliptique.

## Compléments